# Жизнь Дэвида Гейла
«Жизнь Дэвида Гейла» (англ. The Life of David Gale) — детективная драма 2003 года, последний фильм режиссёра Алана Паркера. В главных ролях снялись Кевин Спейси и Кейт Уинслет.

## Сюжет
Журналистка Бетси Блум приезжает в тюрьму с целью взять интервью у заключённого-смертника — бывшего профессора Техасского университета Дэвида Гейла. В течение трёх дней перед смертной казнью Гейл рассказывает Бетси Блум о своей жизни.
В прошлом Гейл и его подруга Констанс — активисты и лидеры местного движения за отмену смертной казни в штате Техас. Общество и власти постоянно отвергали их доводы о недопустимости смертной казни, заключавшиеся в том, что человек может быть казнён по ложному или ошибочному обвинению. Им просто предлагали назвать фактическое имя невинно осуждённого на смертную казнь в Техасе, и им нечего было на это ответить. К тому же случается ещё нечто очень неприятное: одна из неуспевающих студенток Гейла настойчиво добивается от него сексуальной близости, а, когда это всё-таки происходит на одной из совместных вечеринок студентов и преподавателей, она подаёт заявление в полицию об изнасиловании.
Авторитет Гейла подорван, ему с большим трудом удаётся доказать свою невиновность. Его благополучная семейная жизнь и карьера рушатся в самом расцвете. Единственной его верной подругой остаётся только Констанс. Но их совместная безуспешная борьба за отмену смертной казни в штате становится совсем бесперспективной.
Внезапно Констанс находят мёртвой, и за её убийство арестовывают самого Дэвида, так как и на этот раз все улики указывают на него. На процессе Гейл ведёт себя отрешённо и фактически признаёт себя виновным. Суд приговаривает его к смертной казни.
Однако в своих последних трёх интервью Гейл объясняет журналистке Бетси Блум, что он и во втором случае невиновен. В сцене последнего разговора с Бетси Дэвид произносит ключевую фразу, которая в русской озвучке фильма звучит так: «Всё, что я могу сказать тебе, это что завтра в это же время я буду уже мёртв. Я знаю когда, но не знаю, почему». На самом деле фраза звучит так: «All I can tell you is that by this time tomorrow I`ll be dead. I know when. I just cannot say why» (Я знаю когда, но не могу сказать, почему). За всё время общения с Бетси Дэвид ни разу прямо не сказал о своей невиновности или о том, что он не знает, как всё произошло на самом деле. Он всегда использует нейтральные фразы, упирая на то, что она (не он) должна узнать правду и очистить имя Дэвида для его сына. То есть Дэвид не пытался обмануть её, а лишь умалчивает правду.
В это же время у Бетси Блум появляется и доказательство его невиновности — видеокассета, на которой запечатлены обстоятельства смерти Констанс, которая, как выясняется, умирала от рака. На записи видно, что она сама приводит в исполнение хитроумное приспособление для самоубийства, а снимает всё это на видеокамеру ещё один их коллега по движению за отмену смертной казни — Дасти Райт. Получается, что активистка движения за отмену смертной казни Констанс преднамеренно пожертвовала своей жизнью, чтобы подставить своего коллегу по движению Гейла под ошибочный смертный приговор и тем самым создать тот самый прецедент, что заставит политиков пересмотреть мнения о казнях.
В ужасе от происходящей несправедливости Бетси Блум спешит, но ей не хватает буквально нескольких минут, чтобы предоставить эту кассету властям и предотвратить казнь Гейла. Дэвида Гейла казнят. День казни вызывает большой резонанс в СМИ, возле тюрьмы собралось большое количество митингующих, телекомпании ведут репортажи. Бетси Блум передаёт кассету в СМИ, и всем становится ясно, что приведённый в исполнение смертный приговор Гейлу стал непоправимой ошибкой правосудия.
Тем временем адвокат Гейла передаёт Райту полмиллиона долларов, которые журнал Бетси выплатил в качестве гонорара за взятые ею интервью. Райт доставляет их в Испанию бывшей миссис Гейл, вместе с открыткой, в которой Берлин (студентка, которую Дэвид якобы изнасиловал) просит прощения за произошедшее. Та понимает, что её бывший муж говорил ей правду о том, что его подставили.
Через некоторое время Бетси Блум получает по почте ещё одну видеокассету. На ней записана более полная видеозапись самоубийства Констанс. Бетси Блум видит, что во время самоубийства Констанс рядом находился также и сам Гейл, который сознательно оставляет там свои отпечатки. Бетси Блум в шоке осознаёт, что Констанс и Гейл сознательно пожертвовали собой ради своих убеждений.

## В ролях
| Актёр            | Роль              |
| ---------------- | ----------------- |
| Кевин Спейси     | Дэвид Гейл        |
| Кейт Уинслет     | Бетси Блум        |
| Лора Линни       | Констанс Холлоуэй |
| Мэтт Крэйвен     | Дасти Райт        |
| Гэбриел Манн     | Зак Стеммонс      |
| Леон Риппи       | Брекстон Белью    |
| Рона Митра       | Берлин            |
| Джим Бивер       | Дюк Гровер        |
| Пол Партейн      | алкоголик         |
| Мелисса Маккарти | Нико              |

## Приëм
Картина провалилась в прокате, собрав всего 39 миллионов долларов. При этом на производство и продвижение было потрачено 63 миллиона.
На сайте IMDb фильм имеет рейтинг 7.5 из 10, основанный на 85 тысячах голосов.
Фильм получил преимущественно отрицательные отзывы критиков. Рейтинг одобрения фильма кинокритиками на сайте Rotten Tomatoes составляет 19%. Известный американский кинокритик Роджер Эберт дал фильму 0 звёзд из 4, добавив:

В последнем кадре мне хотелось кинуть что-нибудь в экран, возможно, самого Спейси или Паркера.

## Факты
- Кевин Спейси снимался также в картине Джоэла Шумахера «Время убивать», в центре которой также процесс по громкому преступлению. Там он находится на противоположной стороне — в роли государственного обвинителя, требующего для главного героя смертной казни.
- Трое из создателей фильма носят фамилию Паркер. Помимо режиссёра, это авторы музыки Джейк Паркер и Алекс Паркер. Первый является сыном режиссёра, второй — однофамильцем.
- Композиция «Жизнь Дэвида Гейла» (другое название — «Almost Martyrs», то есть «Почти мученики»), написанная для финальной сцены фильма, в дальнейшем нередко использовалась в трейлерах других фильмов, таких как «Башни-близнецы» Оливера Стоуна, «Мюнхен» Стивена Спилберга, «В долине Эла» Пола Хэггиса и «Харви Милк» Гаса Ван Сента.

## Награды и номинации
В 2003 году фильм вошёл в конкурсную программу Берлинского кинофестиваля и номинировался на «Золотого медведя».